# Grúa pórtico

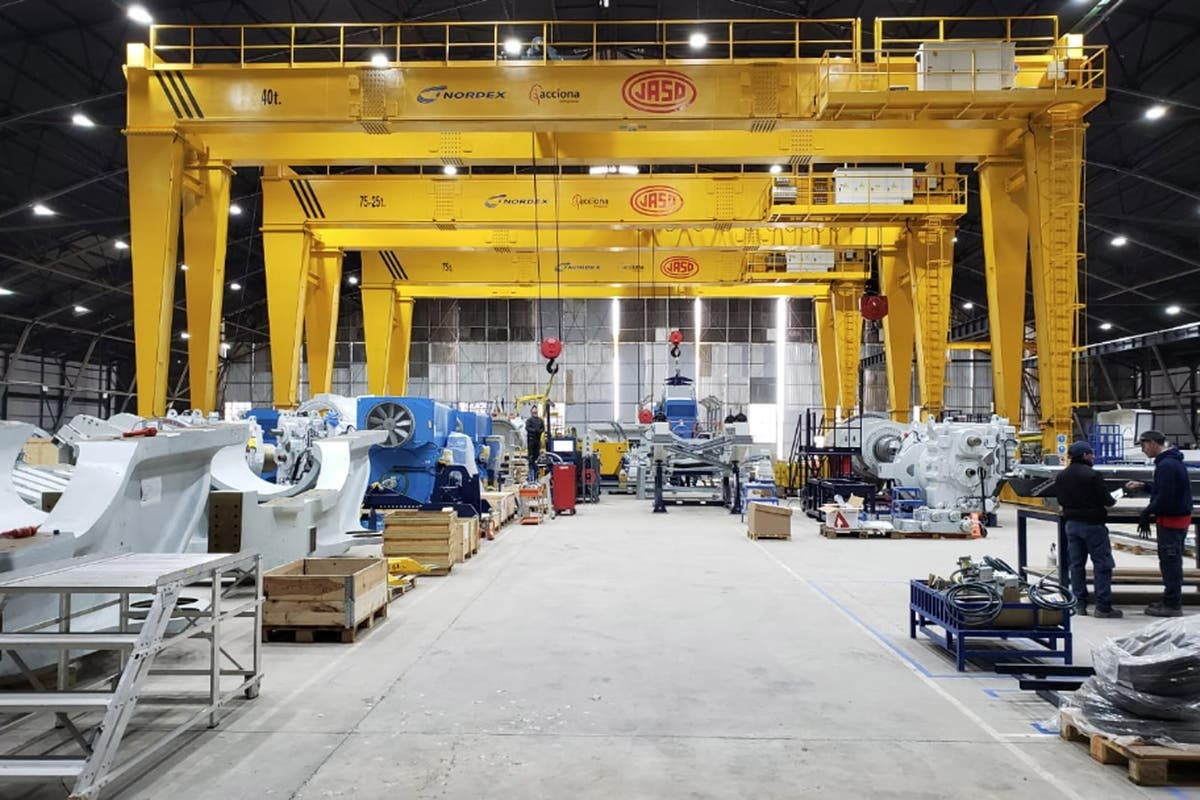
Grúas pórtico JASO 75 tm. en línea de ensamble de Aerogeneradores en FAdeA (Fábrica Argentina de Aviones), Prov. de Córdoba, Argentina

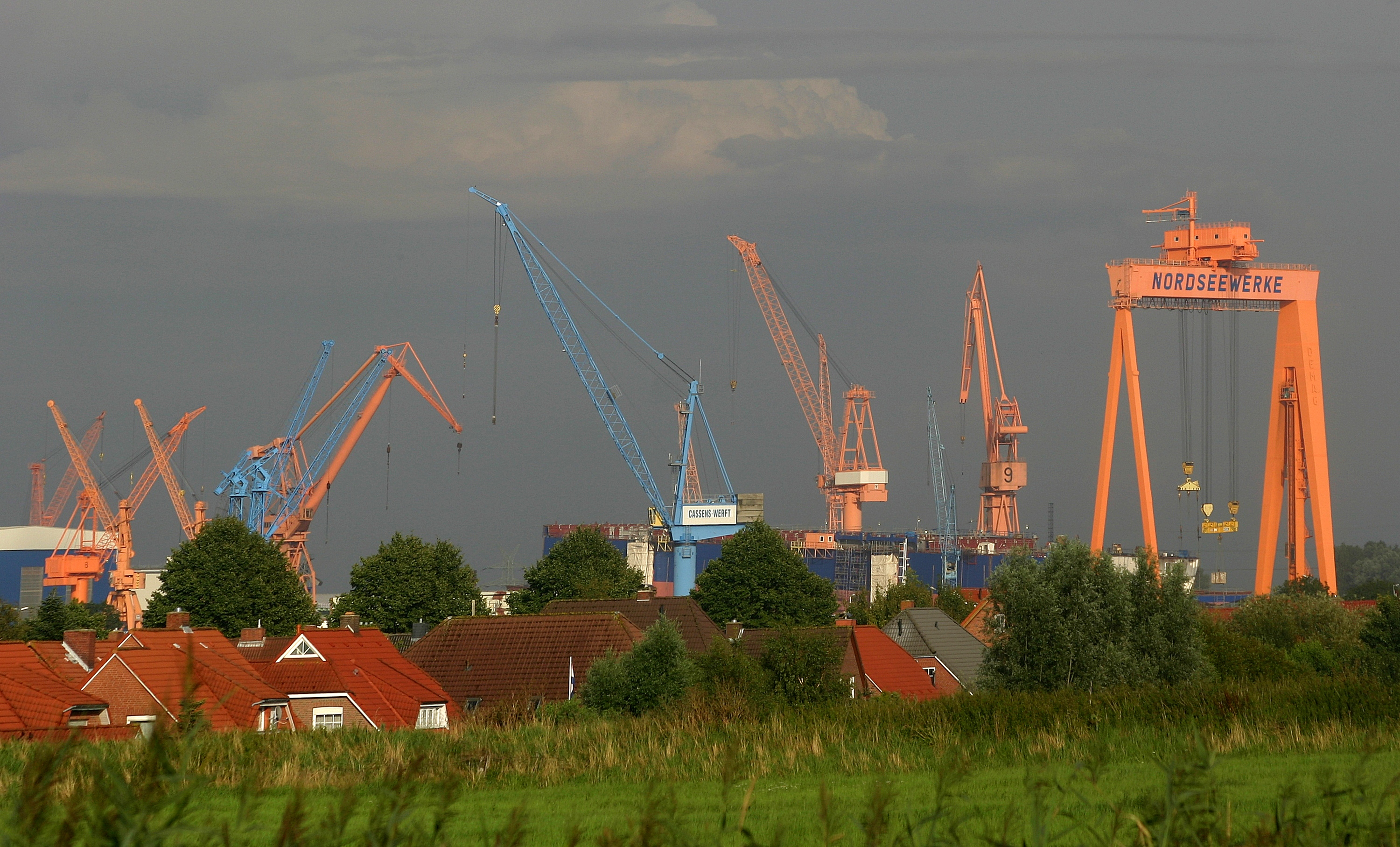
Las grúas pórtico más grandes del mundo se emplean en construcción naval.

La grúa pórtico es un tipo especial de grúa que eleva la carga mediante un polipasto instalado sobre una viga puente, que a su vez es rígidamente sostenida mediante dos o más patas. Estas patas generalmente pueden desplazarse sobre unos rieles horizontales al nivel del suelo. En algunas fábricas y naves se utiliza la llamada puente-grúa que tiene el mismo funcionamiento que la grúa pórtico con la diferencia de que la viga descansa directamente sobre los rieles. Tanto una como otra tienen un sistema de polipasto similar que puede recorrer la viga completamente en sentido trasversal, y un pórtico apoyado sobre rieles que recorre todo el largo del área de trabajo.
Las grúas pórtico se utilizan particularmente para elevar cargas muy pesadas en la industria pesada, como la naval. Permiten el transporte y la colocación de secciones completas de un barco moderno. El actual récord de carga más pesada sostenida por una grúa lo mantiene una grúa pórtico en Taisun, China que pudo levantar un peso de 20.000 Tn.
A pesar de esto también existen grúas pórtico pequeñas en algunos talleres que funcionan mediante ruedas neumáticas, siendo innecesarios los raíles. Se usan para elevar mecanismos de automóviles o piezas de máquinas.

## Variantes

### Grúa pórtico para contenedores

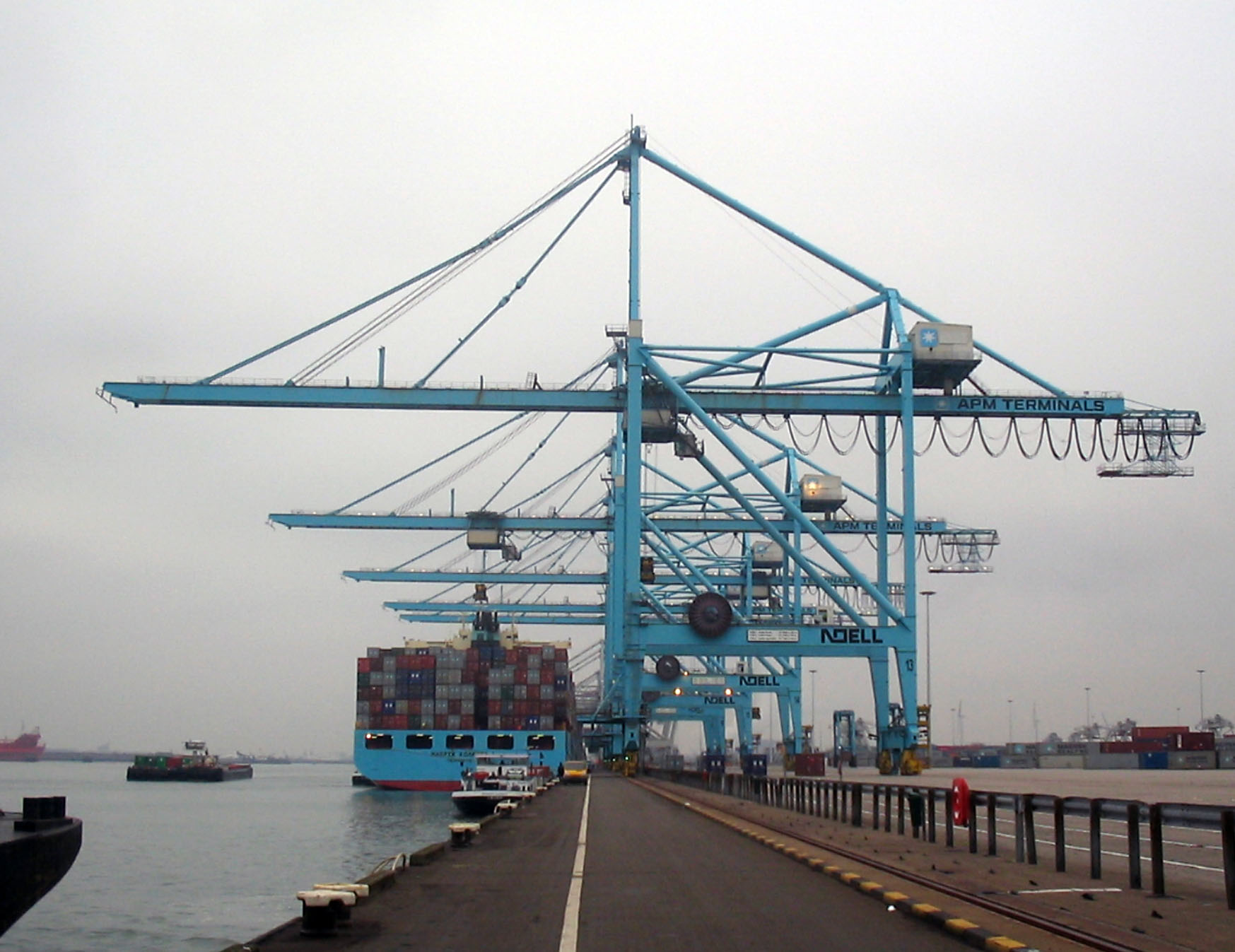
Vista lateral de una grúa pórtico en el puerto de Rótterdam.

La grúa pórtico para contenedores es una versión especial de las grúas pórtico en la cual los raíles del pórtico horizontal y la viga de apoyo están en ménsula sobre el barco donde se recoge el contenedor. El montacargas recorre la viga horizontal desplazando las cargas desde el barco hasta el muelle o viceversa, además el desplazamiento horizontal a lo largo de la dársena permite acceder a cualquier punto del barco. Una grúa pórtico para contenedor puede elevar un contenedor de 70 a 175 metros por minutos y mover el carro horizontal a 240 metros por minutos. Las primeras versiones de estas grúas fueron diseñadas y producidas por Paceco Corporation. Se llamaron Portainers y se hicieron muy populares por este término.

### Grúas pórtico de puesto de trabajo
Son las grúas pórtico usadas en las factorías y en tiendas para transportar objetos pequeños. Algunas grúas están equipadas con un carril cerrado, mientras que otras usan una viga I, u otras formas extruídas como superficie de fricción. La mayor parte de estas grúas están diseñadas para quedar estacionarias cuando están cargadas, y quedan móviles cuando están descargadas.

### Grúas pórtico montadas sobre raíles
También llamadas grúas EOT (Electrical Overhead Travelling) se encuentran comúnmente en aplicaciones industriales como acerías, fábricas de papel o factorías de trenes. Estas grúas funcionan igual que las grúas pórtico, pero tienen sus raíles instalados en el suelo y su patas sostienen el pórtico habitual. Su capacidad de carga oscila entre 2 a 200 toneladas, aunque pueden llegar a capacidades mayores. La mayoría son eléctricas y van pintadas de amarillo por razones de seguridad.

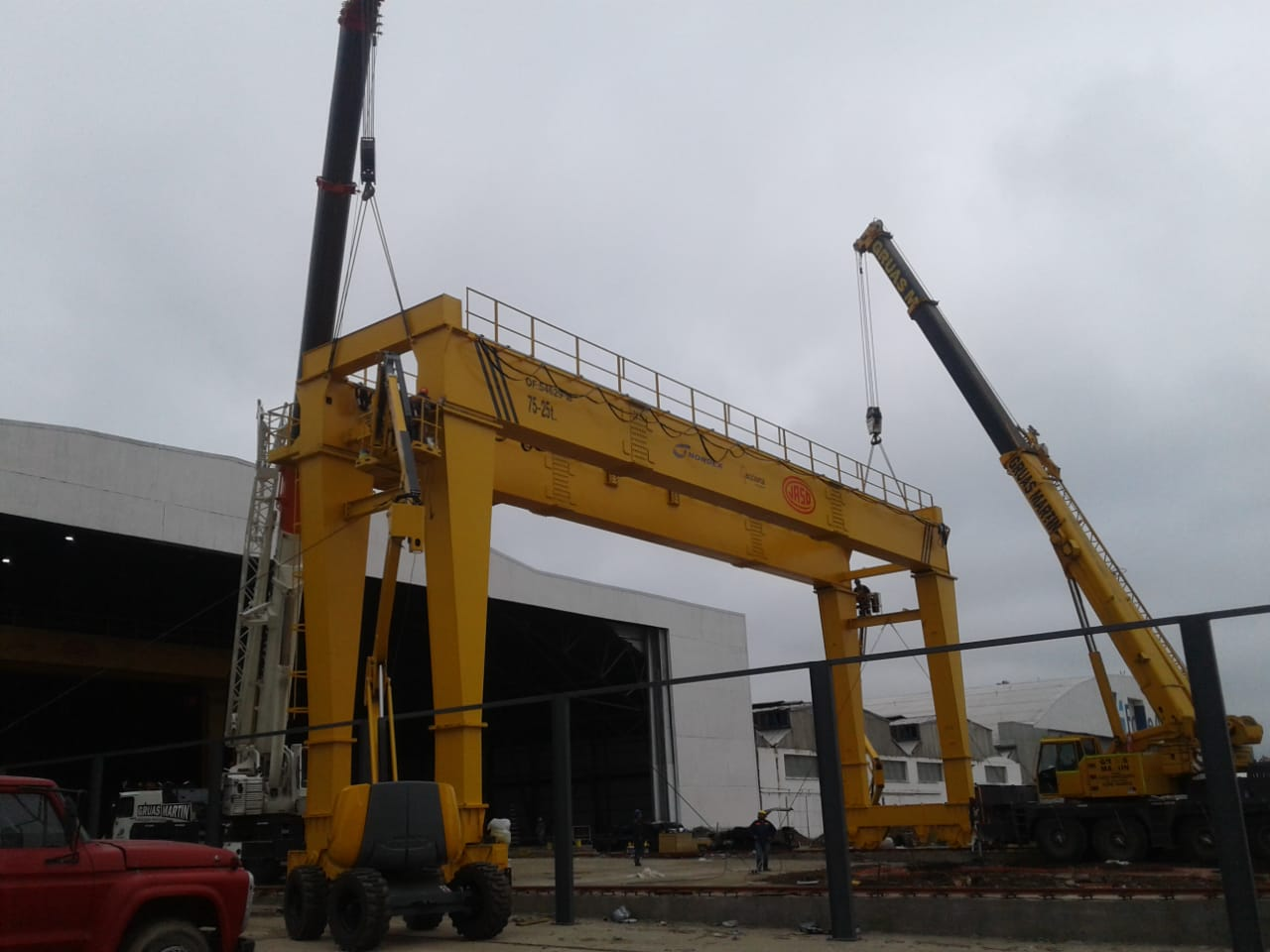
Montaje de Grúa Pórtico JASO 75-25 tm. en FAdeA para línea de montaje de Aerogeneradores (Córdoba-Argentina)

Cuando los puentes grúas y los pórticos grúas se impusieron en las factorías a finales del siglo XIX existía un mecanismo de vapor que se usaba para mover estos aparatos. El sistema de transmisión se realizaba mediante una transmisión mecánica a lo largo de la industria. Es por esto que la electricidad supuso un enorme avance para estas máquinas, ya que supuso independizarla del vapor y mejorar su potencia y rendimiento.

## Grúas pórtico destacables y fechas

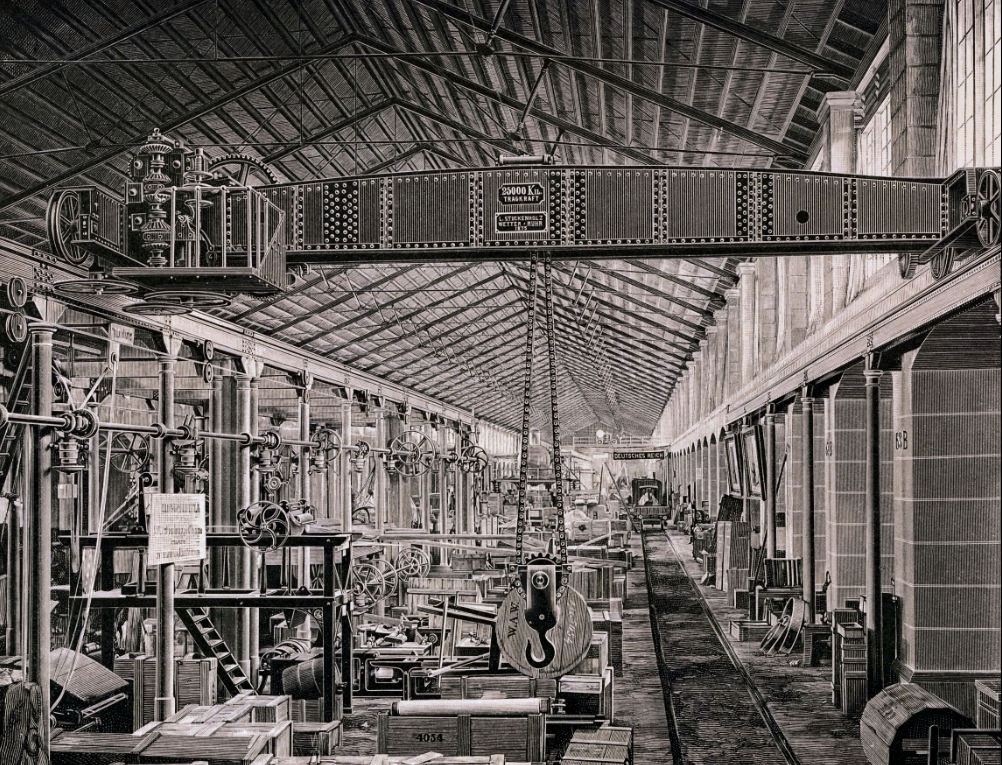
Grúa de vapor antigua en Alemania diseñada por Rudolf Bredt

| Imagen | n.º | Nombre             | Carga máxima (tn) | Lugar                                 | País          | Longitud vano (m) | Año servicio |
| ------ | --- | ------------------ | ----------------- | ------------------------------------- | ------------- | ----------------- | ------------ |
|        | 001 | Samson and Goliath | 840               | Belfast                               | Reino Unido   | 140               | 1969         |
|        | 002 | Fene-Ferrol        | 800               | Ferrol                                | España        | 145               | 1971         |
|        | 003 | Navantia           | 600               | Astillero de Puerto Real, Puerto Real | España        | 190               | circa 1972   |
|        | 004 | Kockums            | 1500              | Ulsan                                 | Corea del Sur | 175               |              |
|        | 005 | Taisun             | 20000             | Taisun                                | China         | 120               | 2007         |
|        | 006 | Goliath            | 2000              | Rio Grande do Sul                     | Brasil        | 210               | 2020         |